# Enver Marić
Enver Marić (* 16. dubna 1948, Mostar) je bývalý jugoslávský fotbalový brankář. V roce 1973 byl vyhlášen jugoslávským Fotbalistou roku. Po skončení aktivní činnosti působil jako trenér.

## Fotbalová kariéra
V jugoslávské lize cyhtal za FK Velež Mostar, nastoupil ve 439 ligových utkáních a dal 1 gól. Dále chytal v Německu za FC Schalke 04, nastoupil ve 47 ligových utkáních.  V Poháru vítězů pohárů nastoupil ve 4 utkáních a v Poháru UEFA nastoupil v 8 utkáních. Za reprezentaci Jugoslávie nastoupil v letech 1972-1976 ve 32 utkáních. Na Mistrovství světa ve fotbale 1974 byl členem jugoslávské reprezentace, nastoupil ve všech 6 utkáních. Byl členem jugoslávské reprezentace na Mistrovství Evropy ve fotbale  1976, ale v utkání nenastoupi.

## Ligová bilance
| Ročník                                 | Zápasy | Góly | Klub            |
| -------------------------------------- | ------ | ---- | --------------- |
| Jugoslávská Prva liga 1967/1968        | 8      | 0    | FK Velež Mostar |
| Jugoslávská Prva liga 1968/1969        | 28     | 0    | FK Velež Mostar |
| Jugoslávská Prva liga 1969/1970        | 31     | 0    | FK Velež Mostar |
| Jugoslávská Prva liga 1970/1971        | 23     | 0    | FK Velež Mostar |
| Jugoslávská Prva liga 1971/1972        | 34     | 0    | FK Velež Mostar |
| Jugoslávská Prva liga 1972/1973        | 34     | 0    | FK Velež Mostar |
| Jugoslávská Prva liga 1973/1974        | 34     | 0    | FK Velež Mostar |
| Jugoslávská Prva liga 1974/1975        | 5      | 0    | FK Velež Mostar |
| Jugoslávská Prva liga 1975/1976        | 20     | 0    | FK Velež Mostar |
| Německá fotbalová Bundesliga 1976/1977 | 31     | 0    | FC Schalke 04   |
| Německá fotbalová Bundesliga 1977/1978 | 16     | 0    | FC Schalke 04   |
| Jugoslávská Prva liga 1978/1979        | 25     | 0    | FK Velež Mostar |
| Jugoslávská Prva liga 1979/1980        | 34     | 1    | FK Velež Mostar |
| Jugoslávská Prva liga 1980/1981        | 34     | 0    | FK Velež Mostar |
| Jugoslávská Prva liga 1981/1982        | 34     | 0    | FK Velež Mostar |
| Jugoslávská Prva liga 1982/1983        | 33     | 0    | FK Velež Mostar |
| Jugoslávská Prva liga 1983/1984        | 34     | 0    | FK Velež Mostar |
| Jugoslávská Prva liga 1984/1985        | 32     | 0    | FK Velež Mostar |
| CELKEM 1. jugoslávská liga             | 439    | 1    |                 |
| CELKEM Německá fotbalová Bundesliga    | 47     | 0    |                 |